# تصحيح (مسلسل)
تصحيح (بالإنجليزية: Rectify)‏ هو مسلسل درامي أمريكي من ابتكار راي ماكينون، وهو أولى مسلسلات قناة SundanceTV الأصلية. المسلسل من بطولة إيدن يونغ وأبيغيل سبنسر وأديليد كليمنس. عُرض المسلسل لأول مرة في 22 أبريل، 2013 بموسم مكون من 6 حلقات. في 1 مايو، 2013 طلبت القناة موسم ثاني مكون من 10 حلقات بُث في 19 يونيو، 2014. تم بث الموسم الثالث في 9 يوليو، 2015. قُبيل عرض الموسم الثالث جددت القناة المسلسل لموسم رابع، والذي تم التأكيد لاحقًا بأنه سوف يكون الموسم الأخير، وبدأ عرضه في 26 أكتوبر، 2016.

## القصة
تدور أحداث المسلسل حول دانييل هولدن، الذي سُجن خلال سنوات مراهقته بتهمة اغتصاب وقتل صديقته آنذاك، هانا (16 سنة). بعد قضائه 19 سنة في طابور الإعدام، يظهر دليل DNA جديد ويُبطل نتيجة محاكمته الأصلية، يعود هولدن إلى بلدته بولي في جورجيا. تتكشف أحداث القصة ببطء كدراسة اجتماعية لحياة الشخصيات الرئيسية عبر محاولة دانييل التأقلم مع العالم الخارجي مرةً أخرى والتغييرات الجديدة الحاصلة في حياته وحياة عائلته من جهة ونظرة سكان البلدة إليه من جهة أخرى.

## طاقم التمثيل والشخصيات

### الشخصيات الرئيسية
- إيدن يونغ بدور دانييل هولدن، مدان بتهمة اغتصاب وقتل صديقته المراهقة هانا لكن يطلق سراحه بناءً على دليل DNA جديد يُناقض الأدلة السابقة.
- أبيغيل سبنسر بدور أمانثا هولدن، شقيقة دانييل والتي دائمًا ما آمنت ببراءته.
- ج. سميث كاميرون بدور جانيت تالبوت، والدة دانييل.
- أديليد كليمنس بدور توني تالبوت، زوجة تيدي المتدينة بشدة.
- كلين كروفرد بدور تيد «تيدي» تالبوت الابن، أخ دانييل غير الشقيق. تزوج والده والدة دانييل بعد وفاة زوجها، بينما كان دانييل في السجن.
- لوك كيربي بدور جون ستيرن محامي دانييل الجديد، لم يعمل ستيرن على محاكمة دانييل الأولى. وهو في علاقة مع شقيقة دانييل.
- بروس ماكينون بدور تيد تالبوت الأب، زوج والدة دانييل، كان يعمل في متجر الإطارات الذي كان يملكه والد دانييل، لكنه تولى الإدارة بعد وفاته.
- جيك أوستن ووكر بدور جاريد تالبوت، أخ دانييل غير الشقيق.

### الشخصيات الثانوية
- جي دي إيفرمور بدور كارل داغيت، قائد شرطة المحلية.
- مايكل أونيل بدور السيناتور رولان فولكس، المدعي الذي أدان دانييل، أصبح عضو بمجلس الشيوخ في الولاية عقب تلك الإدانة.
- شون بريدجيرس بدور تري ويليس، أحد الشهود في قضية دانييل.
- جوني راي غيل بدور كيروين ويتمان، سجين في طابور الإعدام وصديق دانييل. أُعدم كيروين قبل إطلاق سراح دانييل.
- شارون كونلي بدور سوندرا بيرسون، المدعي العام الحالي.
- جيسون وارنر سميث بدور ويندل جيلكس، سجين آخر في طابور الإعدام كان يُعادي دانييل وكيروين.
- كيم وول بدور مارسي، نادلة في المقهى المحلي.
- روبن مولينز بدور جودي دين، والدة هانا.
- ليندز إيدواردز بدور يوبي دين، شقيق هانا.
- مايكل تراينور بدور جورج ملتون، شاهد آخر في قضية دانييل.

## المواسم
| الموسم | الموسم        | الحلقات | تاريخ البث الأصلي | تاريخ البث الأصلي |
| الموسم | الموسم        | الحلقات | بداية الموسم      | نهاية الموسم      |
| ------ | ------------- | ------- | ----------------- | ----------------- |
|        | الموسم الأول  | 6       | 22 أبريل، 2013    | 20 مايو، 2013     |
|        | الموسم الثاني | 10      | 19 يونيو، 2014    | 21 أغسطس، 2014    |
|        | الموسم الثالث | 6       | 9 يوليو، 2015     | 13 أغسطس، 2015    |
|        | الموسم الرابع | 8       | 26 أكتوبر، 2016   | 14 ديسمبر، 2016   |

## الاستقبال

### الاستقبال النقدي

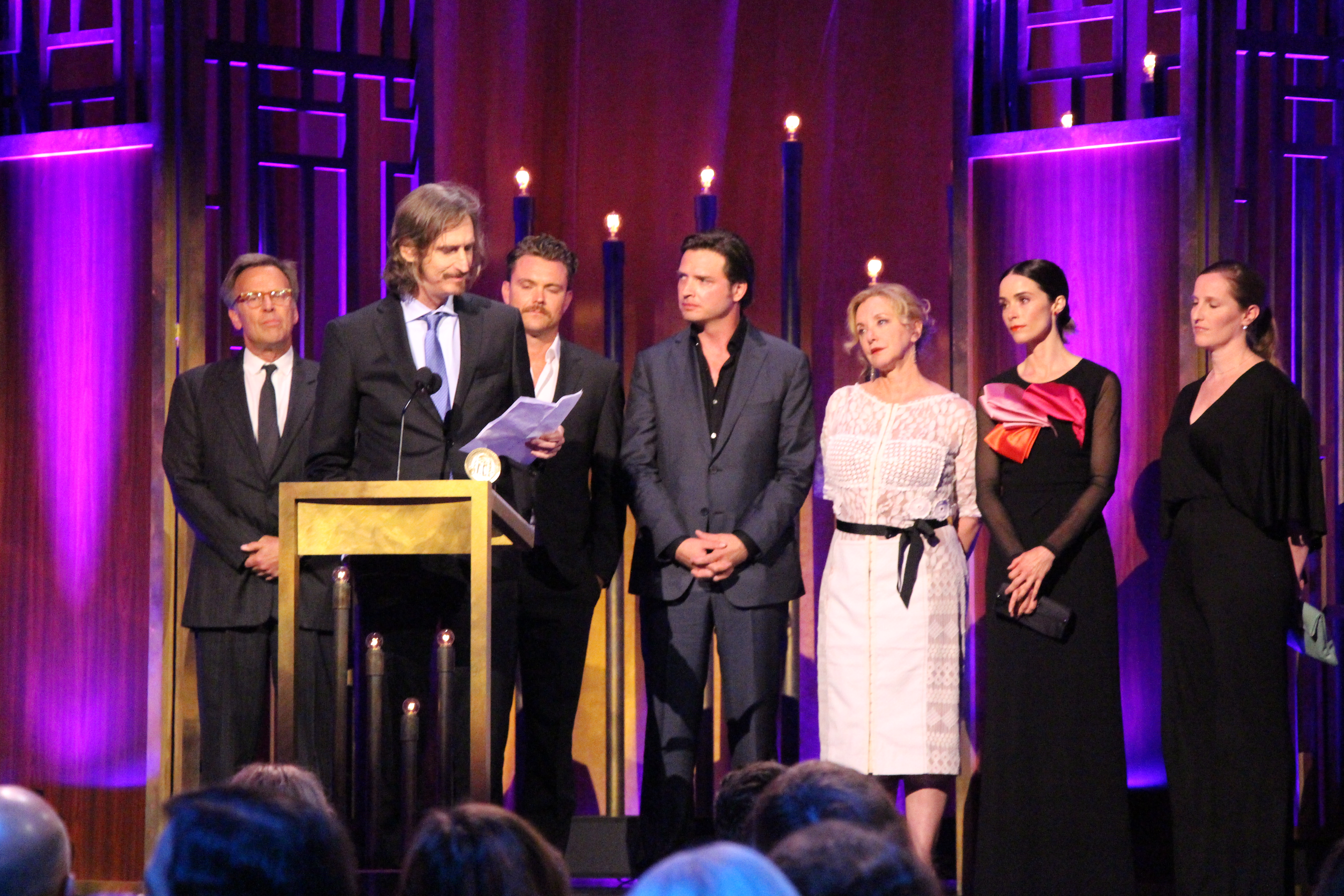
راي ماكينون و مارك جونسون و ج. سميث كاميرون وإيدن يونغ و أبيغيل سبنسر و كلين كروفرد و ميليسا بيرنشتاين في حفل جوائز بيبودي الشرفية للتميز.

تلقى الموسم الأول مراجعات إيجابية جدًا من مختلف النقاد، حيث حصل على موقع ميتاكريتيك على متوسط 100/82 بناءً على 28 مراجعة نقدية. إحدى المراجعات النقدية كانت من صحيفة لوس أنجلوس تايمز والتي وصفة المسلسل بـ «المبهر». كانت إحدى المراجعات الأقل حماسًا من صحيفة نيويورك تايمز التي انتقدت بطئ إيقاع المسلسل في نصفه الثاني. على موقع الطماطم الفاسدة حصل الموسم الأول على نسبة 90% بناءً على 30 مراجعة نقدية وبمتوسط تقييم 8.4/10، حيث كان الإجماع النقدي للموقع: «Rectify دراما أنيقة تكافئ المشاهدين الصبورين بشخصيات وقصص عميقة».
تواصل المديح النقدي للمسلسل خلال موسمه الثاني حيث حصل على موقع ميتاكريتيك على متوسط 100/92 بناءً على 16 مراجعة نقدية. بينما حصل على موقع الطماطم الفاسدة على نسبة 95% بناءً على 20 مراجعة نقدية وبمتوسط تقييم 9/10، حيث كان الإجماع النقدي للموقع: «بمناظره الطبيعية الخلابة وإحداثه الشيقة يثبت الموسم الثاني من Rectify بأنه بمثل جودة الموسم الأول، إن لم يكن أفضل منه حتى».
لاقى الموسم الثالث إشادات نقدية من كافة النقاد، فحصل على موقع ميتاكريتيك على متوسط 100/89 بناءً على 11 مراجعة نقدية. على موقع الطماطم الفاسدة على نسبة 100% بناءً على 15 مراجعة نقدية وبمتوسط تقييم 7.7/10، حيث كان الإجماع النقدي للموقع: «تستمر براعة Rectify الدرامية بجذب المشاهدين بشكلٍ أعمق خلال الموسم الثالث، ولا تزال تكافئهم بأداءٍ تمثيلي مميز وحواراتٍ آسرة ودراما تشحذ الفكر». كَتب جيف جنسن من مجلة انترتينمنت ويكلي، «إنها دراما غنية بمشاهدٍ درامية متقنة تصور بدقة حالة البُعد والغضب والارتباك لعائلةٍ مفككة ونفوسٍ دائمة التقلب». وكتب براين لاوري من مجلة Variety، «لا يزال Rectify أفضل تجسيد درامي لتلك الفروق الدقيقة - في النظرات البسيطة ولحظات الصمت الطويلة التي بإمكانها النطق بأكثر من صفحاتٍ من الحوارات».
تلقى الموسم الرابع والأخير المزيد من الإشادة النقدية حيث حصل على موقع ميتاكريتيك على متوسط 100/99 بناءً على 11 مراجعة نقدية، ليصبح ثاني أعلى المسلسلات تقييمًا على الموقع. على موقع الطماطم الفاسدة حصل على نسبة 100% بناءً على 13 مراجعة نقدية وبمتوسط تقييم 9.4/10، حيث كان الإجماع النقدي للموقع: «في موسمها الأخير، لا تزال دراما Rectify حيوية ومُلهمة، دراما مُسيرة بشكل مؤثر عبر سردٍ روائي يُغلف شخصياتها بتعقيد وإنسانية وجمالٍ مرير». كتب مات روش في مجلة TV Guide بأن Rectify واحد من «أصدق أرقى وأعمق القصص التي تغوص في دراما الشخصيات». كتب مالكوم جونز من صحيفة The Daily Beast قائلاً، «Rectify هو أفضل مسلسلٍ شاهدته في حياتي على شاشة التلفزيون. ليس ربما الأفضل أو قد يكون الأفضل. بل الأفضل بشكلٍ قاطع».

### الجوائز والترشيحات
| السنة | الجائزة                       | الفئة                                  | المرشح                                        | النتيجة |
| ----- | ----------------------------- | -------------------------------------- | --------------------------------------------- | ------- |
| 2013  | جوائز اختيار النقاد للتلفزيون | أفضل ممثلة مساعدة في مسلسل درامي       | أبيغيل سبنسر                                  | رُشِّح     |
| 2013  | جوائز رابطة التلفزيون         | أفضل مسلسل درامي                       |                                               | رُشِّح     |
| 2013  | جائزة ستالايت                 | أفضل مسلسل درامي                       |                                               | رُشِّح     |
| 2013  | جائزة ستالايت                 | أفضل ممثل — مسلسل تلفزيوني درامي       | إيدن يونغ                                     | رُشِّح     |
| 2013  | جائزة ستالايت                 | أفضل ممثلة — مسلسل تلفزيوني درامي      | أبيغيل سبنسر                                  | رُشِّح     |
| 2015  | جائزة نقابة الكتاب الأمريكية  | أفضل حلقة تلفزيونية                    | كيت باورز وراي ماكينون عن "Donald the Normal" | رُشِّح     |
| 2015  | جوائز اختيار النقاد للتلفزيون | أفضل ممثل في مسلسل درامي               | إيدن يونغ                                     | رُشِّح     |
| 2015  | جائزة بيبودي الشرفية للتميز   |                                        |                                               | فوز     |
| 2016  | جوائز اختيار النقاد للتلفزيون | أفضل مسلسل درامي                       |                                               | رُشِّح     |
| 2016  | جوائز اختيار النقاد للتلفزيون | أفضل ممثل في مسلسل درامي               | إيدن يونغ                                     | رُشِّح     |
| 2016  | جوائز اختيار النقاد للتلفزيون | أفضل ممثل مساعد — مسلسل تلفزيوني درامي | كلين كروفرد                                   | رُشِّح     |

## الوسائط المنزلية
جميع مواسم المسلسل متوفرة للبث المباشر على نتفليكس، بدءًا من سبتمبر 2015. أما على أقراص الـ DVD، فقد صدر الموسم الأول في 18 يونيو، 2013، وصدر الموسم الثاني في 2 يونيو، 2015، ومن المقرر صدور الموسم الثالث في 6 سبتمير، 2016.

## وصلات خارجية
- الموقع الرسمي
- تصحيح على موقع IMDb (الإنجليزية)
- تصحيح على موقع ميتاكريتيك (الإنجليزية)
- تصحيح على موقع روتن توميتوز (الإنجليزية)
- تصحيح على موقع نتفليكس (الإنجليزية)
- تصحيح على موقع كينوبويسك (الروسية)
- تصحيح على موقع ألو سيني (الفرنسية)
- تصحيح على موقع قاعدة بيانات الفيلم (الإنجليزية)